# Klapa Luka Ploče
Klapa Luka Ploče je hrvatska klapa iz grada Ploča.
Djeluje u sastavu KUD-a Ploče, a iza sebe imaju nastupe i nagrade iz zemlje i inozemstva (Canberra, Verona). Surađuju s mnogim poznatim glazbenicima. Poznati su po svojim obradama poznatih dalmatinskih pjesama.
Voditelj klape je Ivica Kaleb koji je 1986. naslijedio prvog voditelja Franu Prskala. Klapa je na 26. Festivalu dalmatinskih klapa u Omišu 1992. prvi put izvela skladbu „Na omiškoj stini” autora Pere Picukarića (tekst) te Dušana Šarca (glazba) i osvojila drugu nagradu žirija i prvu nagradu publike. Pjesma je 16. svibnja 2004. proglašena svečanom pjesmom grada Omiša.

## Albumi
- Božićne
- Škatula od hitova (2006.)
- Jezik ditinjstva (2008.)
- Škatula od hitova 2
- Jazziana dalmatica (zajedno s Matijom Dedićem) (2016.)

## Nagrade
Klapa je dobila dvije prve nagrade žirija na FDK Omiša, 1990. te 1993. godine. Usto je tri puta dobila druge nagrade na festivalu, kao i četiri puta treću nagradu. Osvajači su Grand prixa Marko Polo Festa 2011. godine.